# جبهه جنب‌حاره‌ای
جبهه جنب‌حارّه‌ای (انگلیسی: Subtropical front) یک مرز یا جبهه توده آب سطحی است، که یک منطقه باریک انتقال بین توده‌های هوا با چگالی متضاد، توده‌های هوا با دماهای مختلف یا توده‌های متمرکز و مختلف بخار آب است. جبهه جنب‌حارّه‌ای با تغییر غیرقابل پیش‌بینی جهت باد و سرعت در سطح آن بین سامانه‌های آبی که بر اساس دما و شوری هستند، مشخص می‌شود. جبهه جنب‌حارّه‌ای آب‌های شورتر مناطق جنب‌حاره‌ای را از آب‌های شیرین تر اطراف جنوبگان جدا می‌کند.